# Asociación de Travestis, Transexuales y Transgéneros de Argentina
La Asociación de Travestis, Transexuales y Transgéneros de Argentina (ATTTA) es una organización de Argentina fundada en 1993 que reúne a las personas travestis, transexuales y transgénero, y en general a las personas trans con sus diferentes autodenominaciones y percepciones. Forma parte parte de la Federación Argentina de Lesbianas, Gays, Bisexuales y Trans (FALGBT) y de la Red Latinoamericana y del Caribe de Personas Trans (Redlactrans).

## Historia

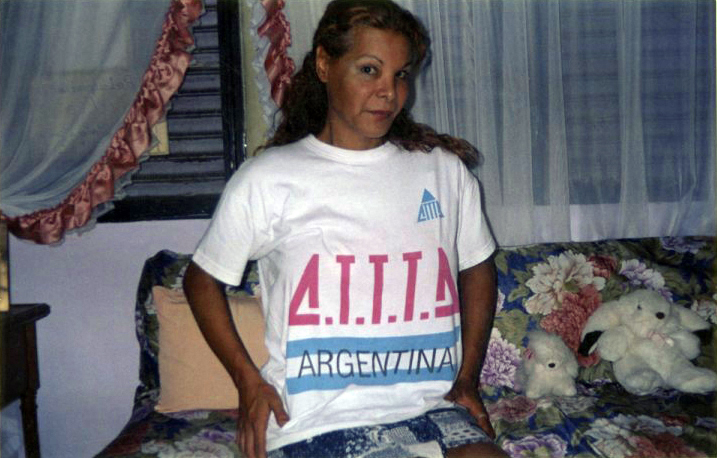
Activista de ATTTA en 2003

La Asociación de Travestis, Transexuales y Transgéneros de Argentina fue fundada en 1993 por un grupo de mujeres travestis para denunciar y combatir la persecución y el abuso policial. Inicialmente llevó el nombre de Asociación de Travestis de Argentina (ATA). En esa época el travestismo, la transexualidad y lo transgénero eran objeto de represión penal, cultural, legal y psico-psiquátrica. Penalmente, los códigos contravencionales y de faltas de la Ciudad de Buenos Aires y las provincias, criminalizaban el travestismo y la transexualidad, exponiendo a la población trans a la violencia institucional sistemática.

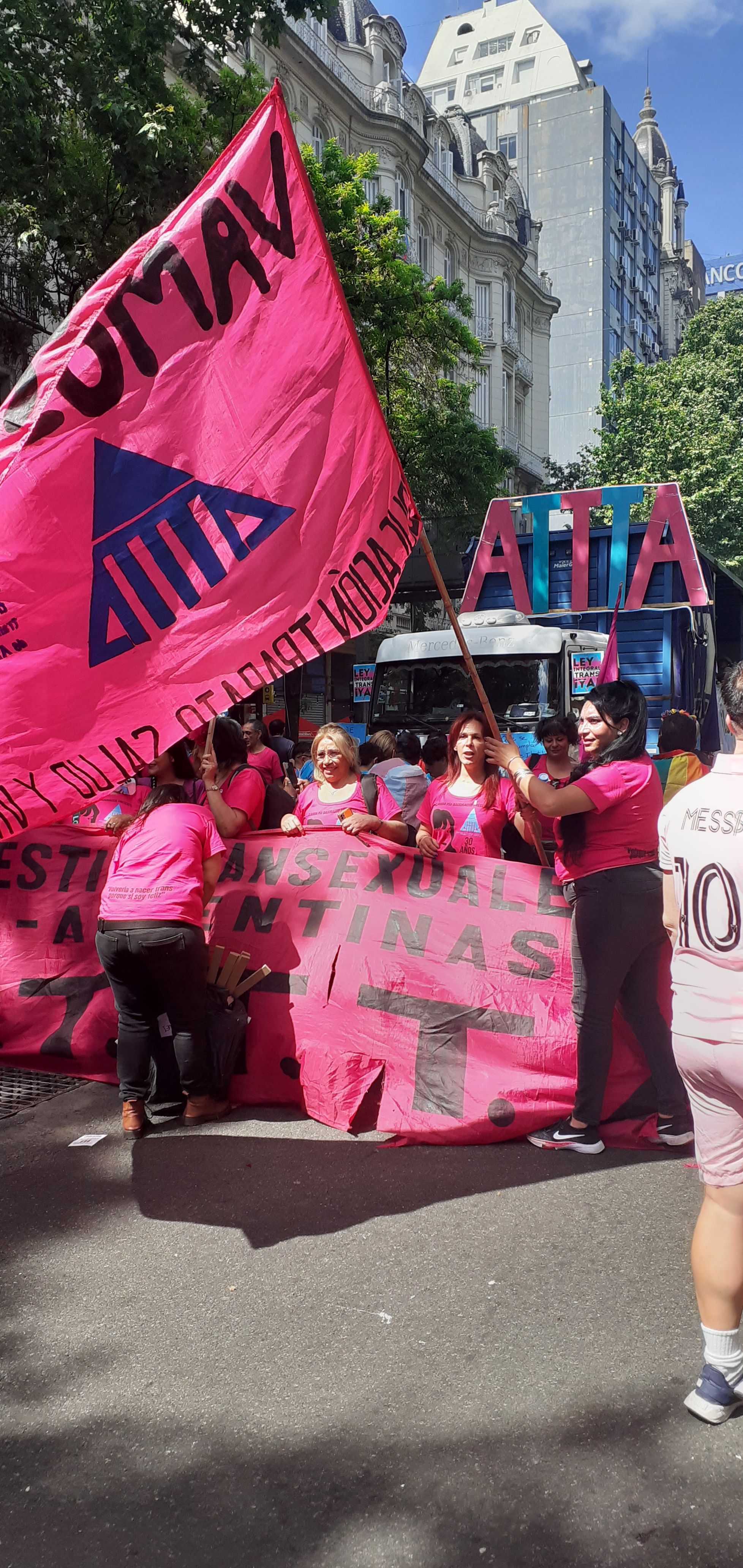
Activistas presentes en la Marcha del Orgullo de 2023 en Buenos Aires

Entre las activistas que se destacaron en la fundación de la ATTTA y la defensa de los derechos de las personas trans se encuentran Claudia Pía Baudracco, María Belén Correa, Dahiana Diet, Alejandra Romero, Cinthia Pérez, Wendy Leguizamon, Veruska, Fidela Colman, Sara Gómez y Jeanet Contreras.
Las primeras acciones de la ATTTA tuvieron como objetivo denunciar y detener la violencia contra las trabajadoras sexuales trans en la Ciudad de Buenos Aires y el Conurbano, incluyendo secuestros, torturas y asesinatos. Posteriormente se amplió la representatividad de la asociación a todo el colectivo trans, modificando su nombre original por el actual. Simultáneamente se organizó en todo el país. En 2010 se le otorgó la personería jurídica.
Desde 2008 la ATTTA organiza Encuentros Nacionales de manera anual, habiéndose realizado 12 encuentros hasta el año 2025, incluido. La ATTTA y la FALGBT establecieron patrocinios jurídicos gratuitos y apoyaron amparos judiciales que generaron una jurisprudencia de reconocimiento de derecho a la identidad de género autopercibida y la atención médica y quirúrgica, sentando las bases para la sanción de la Ley de Identidad de Género y Atención Sanitaria Integral Trans N° 26.743 sancionada el 9 de mayo de 2012, de la que la ATTTA fue autora.
Desde 2011 comenzó una campaña en instituciones públicas de salud, acompañando a las personas trans y capacitando al personal sobre las necesidades y particularidades de las personas, que generó la apertura de áreas especializadas los hospitales Muñiz, Ramos Mejía y Fernández, denominados Trans Vivir y espacios interdisciplinarios.
En 2012 se derogó la última norma represiva del travestismo existente en Argentina.
El 28 de junio de 2017, en conmemoración del Día Internacional del Orgullo LGTB, se inauguró la primera Casa Trans de Latinoamérica y el Caribe, para atender necesidades jurídicas, de salud, educación y apoyo ocupacional.
Uno de los principales objetivos recientes es controlar el cumplimiento efectivo de la Ley 26.743 y la sanción de una ley integral trans.
ATTTA forma parte parte de la Federación Argentina de Lesbianas, Gays, Bisexuales y Trans (FALGBT) y de la Red Latinoamericana y del Caribe de Personas Trans (REDLACTRANS).

### Presidencia
Las presidentas de la Asociación fueron:
- Claudia Pía Baudracco (1993-1995)
- María Belén Correa (1995- 2002)
- Daniela “Charo” Latezza (2002-2004)
- Julia Lagomarsino (interina 2004-2005)
- Marcela Romero (2006-2017)
- Luisa Lucia Paz (2018-2019)
- Marcela Romero (2019-)